# Titel (rubrik)
För andra betydelser, se Titel (olika betydelser).
Titel (av latinets titulus 'överskrift', 'boktitel') är en överskrift eller rubrik som en författare eller skribent ger sitt verk, hela eller delar av det. Titel kan också vara namn på andra konstnärliga verk – till exempel konstverk, musikaliska verk, filmer eller samlingar av sådana.
Ett annat namn för titel är huvudtitel, vilket då kontrasterar mot undertitel. Huvudtiteln på en publikation (oftast en bok) skrivs i regel på smutssidan, före titelsidan, samt i större stil på titelsidan, jämfört med den eventuella undertiteln.
Världens längsta filmtitel anses vara den här.